# محمد عيد عشاوي
محمد عيد عشاوي؛ وزير داخلية سوري بعثي من مواليد ديرالزور عام 1930 م .

## حياته
ولد في ديرالزور عام 1930م، ودرس في كلية الحقوق في جامعة دمشق ، وانتسب لحزب البعث العربي الإشتراكي ثم عمل محامياً، وتولى منصب محافظ في مدينة درعا وفي مدينة حماة ، ثم استلم منصب وزارة الداخلية من شهر أيلول عام 1965 حتى شهر كانون الأول عام 1965 ، ثم عاد لاستلام المنصب في حكومة يوسف زعين من شهر آذار 1966 حتى شهر آذار 1968، ثم استلم منصب وزير الخارجية من عام 1968حتى عام 1969.

## مصيره
تم إلقاء القبض عليه عام 1970 بعد قيام ما يسمى بالحركة التصحيحية في سوريا بقيادة حافظ الأسد ، وبقي في السجن لمدة ثلاثين عاماً، وبعد الإفراج عنه توفي في ظروف غامضة، وذلك بغرقه في نهر الفرات في مدينته ديرالزور .